# Joseph DeSimone

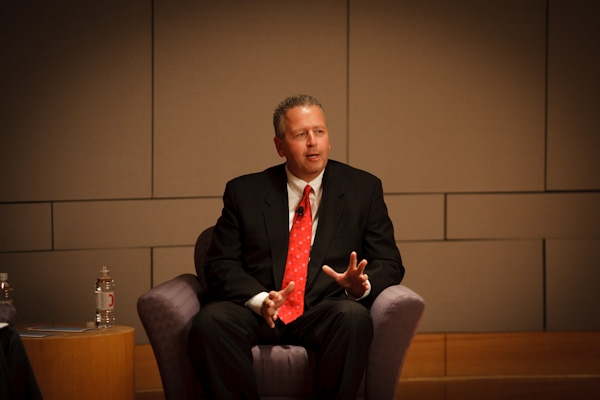
DeSimone 2010

Joseph DeSimone (* 16. Mai 1964 in Morristown (Pennsylvania)) ist ein US-amerikanischer Chemiker.
DeSimone besuchte das Ursinus College in Collegeville (Pennsylvania) mit dem Bachelor-Abschluss 1986 und promovierte 1990 bei James E. McGrath in Polymerchemie am Virginia Tech. Ab 1990 war er Assistant Professor an der University of North Carolina in Chapel Hill, an der er 1999 eine volle Professur erhielt. Er ist dort William R. Kenan Jr. Distinguished Professor (auch für Chemieingenieurwesen an der North Carolina State University) und Chancellor's Eminent Professor.
Er entwickelte umweltfreundliche Polymerisationsverfahren basierend auf superkritischem Kohlendioxid zur Herstellung von Kunststoffen wie Teflon und andere Fluorpolymere.
Mit dem Kardiologen Richard Stack (Duke University) gründete er Bioadsorbable Vascular Solutions (BVS) zur Vermarktung ihrer Erfindung vollständig biologisch absorbierbarer Stents (die auch Medikamente abgeben können). 2003 wurde die Firma von Guidant übernommen und die Erfindung hat schon klinische Tests durchlaufen. Er arbeitet in seinem Labor auch an Medikamenten gegen Krebs.
Seine Gruppe verfolgt die Anwendung der in der Mikroelektronik auf Nanoskalen erfolgreichen Fabrikationstechnik in der Chemie und Biomedizin. Basis ist die in seinem Labor 2004 entwickelte PRINT-Technologie (Particle replication in non-wetting templates) zur präzisen Kontrolle der Herstellung auf Nanoebene.
Im Jahr 1997 erhielt Joseph DeSimone den U.S. Presidential Green Chemistry Challenge Award. 1998 wurde er Sloan Research Fellow. Weiters ist er Mitglied der National Academy of Engineering (2005), der American Academy of Arts and Sciences (2005), der American Association for the Advancement of Science (2006), der National Academy of Sciences (2012) und der National Academy of Medicine (2014). 2008 erhielt er den Lemelson-MIT-Preis und 2009 den North Carolina Award (die höchste Auszeichnung von North Carolina). 2014 erhielt er den Dickson Prize in Science und die IRI Medal, 2016 die National Medal of Technology and Innovation. Für 2017 wurde ihm ein Heinz Award zugesprochen, für 2018 der Raymond and Beverly Sackler Prize in Convergence Research, für 2019 die Wilhelm-Exner-Medaille und der Harvey-Preis und für 2022 der E. V. Murphree Award in Industrial and Engineering Chemistry.
Er hält zahlreiche Patente. 2004 gründete er Liquida Technologies und später die Firma Carbon.